# Болдвин (Ајова)
Болдвин (енгл. Baldwin) град је у америчкој савезној држави Ајова. По попису становништва из 2010. у њему је живело 109 становника.

## Демографија
Према попису становништва из 2010. у граду је живело 109 становника, што је -18 (-14.2%) становника више него 2000. године.
| Група             | 2000.       | 2010.        |
| Белци             | 126 (99,2%) | 109 (100.0%) |
| Афроамериканци    | 0 (0,0%)    | 0 (0,0%)     |
| Азијати           | 0 (0,0%)    | 0 (0,0%)     |
| Хиспаноамериканци | 0 (0,0%)    | 0 (0,0%)     |
| Укупно            | 127         | 109          |